# 牛津—劍橋走廊
牛津—劍橋走廊（英語：Oxford–Cambridge Arc）是英國政府研擬中的經濟走廊策略，在連接牛津及劍橋的周邊地帶打造一個「英國版硅谷」。

## 歷史
早於2003年，東密德蘭、東英格蘭及東南英格蘭的三個區域發展局曾經推動一項名為「牛津至劍橋弧」（Oxford to Cambridge Arc；簡稱）的提議，藉此促進發展該區域獨特的教育、研究和商業資產及活動，從而打造一個「創新及創業活動之弧」。
在2017年11月，英國國家基建委員會所發表的一份報告指出在2014年，走廊一帶的總增加價值為905億英鎊（按照2011年的價格計算）；假設建屋量可以提高一倍，並且完成興建東西鐵路及牛津—劍橋快速公路，走廊一帶的的總增加價值將增加至2500億英鎊。
2021年2月，保守黨約翰遜政府宣布研究設立「牛津—劍橋弧」的計畫，但在同年3月取消興建牛津—劍橋快速公路的亞平敦—米頓堅連接道路。2022年2月，《金融時報》報道指保守黨政府在2021年9月已經放棄推動計畫。
2025年1月，工黨施紀賢政府宣布重新推動「牛津—劍橋增長走廊」的計畫，並撥款支持興建東西鐵路的百福—劍橋路段。時任財政大臣李韻晴認為走廊一帶具有巨大的經濟潛能，有望成為歐洲的硅谷。

## 產業
「牛津—劍橋走廊」一帶是英國高科技製造業和研究業的主要中心。該帶鄰近四個國際機場，分別是史坦斯特機場、盧頓機場、希斯路機場和伯明翰機場；此外，區內的克蘭菲爾德機場、劍橋城市機場和牛津機場可以提供行政專機服務，其中劍橋機場亦是重要的飛機維修中心。
其他主要產業包括：農業、旅遊業、建築業、娛樂業、教育、零售和金融業。該帶有相當比例的人口會每日通勤至倫敦。由於缺乏往返東西向的基礎設施，走廊一帶的區內通勤和商務旅行相對較困難。

## 大學
走廊一帶匯集多間重要的高等教育院校，有約20,000名從業人員從事與知識型經濟相關的工作。該帶的大學包括：
- 牛津大學
- 牛津布魯克斯大學
- 白金漢大學
- 公開大學（米頓堅總部）、
- 克蘭菲爾德大學
- 貝德福德郡大學
- 劍橋大學
- 安格利亞魯斯金大學（劍橋校區）
- 諾咸頓大學

## 人口
「牛津—劍橋走廊」是英國種族最多元化的區域之一。位於該區中心的百福人口約10萬，其居民使用的母語超過100種，情況相當接近倫敦、伯明翰、列斯、曼徹斯特等大城市。走廊一帶亦是英國人口增長最快的區域之一，多個主要城鎮和城市（如比斯特和米頓堅）預計自2018年起的數十年內，人口規模將翻倍；而劍橋郡的新市鎮坎伯恩則自1990年代末起從零開始發展至今。
在政治層面上，「牛津—劍橋走廊」曾經是保守黨的鐵票倉，但自2024年後大部份國會選區均選出自由民主黨或工黨的國會議員。

## 交通
「牛津—劍橋走廊」由多條自倫敦輻射出的主要幹道連接，包括M40、M1、A1(M)和M11高速公路，以及西海岸幹線、密德蘭幹線和東海岸主線。然而，區內往返東西的交通基建較為落後，道路網絡支離破碎且負荷過重，鐵路則僅存零散路段（部分源自已停運的大學線）。
目前，捷達集團營運X5號特快巴士，每小時兩班，從牛津開往百福。然而，由於百福與劍橋之間僅有鄉郊巴士接駁，整段85英里（即137公里）長的旅程需時近五小時。
2017年11月，國家基建委員會在其報告中建議於2023年前重開連接比斯特至布萊切利的東西鐵路，並於2030年前開通百福至劍橋的新路線。此外，報告亦建議興建一條連接M1高速公路與牛津的新雙程分隔快速公路，作為牛津—劍橋快速公路計劃的一部分。然而，該高速公路計劃已於2021年3月被取消。截至2022年7月，東西鐵路比斯特至布萊切利（米頓堅）段仍在施工中，預計於2025年通車。同時，百福至劍橋段仍處於詳細規劃階段，但英國政府在2025年1月宣布會撥款支持興建工程。

## 主要市鎮
| - 安特希爾 - 弗特威克 - 肯普斯頓 - 百福 - 桑迪 - 比格爾斯威德 - 白金漢 - 米頓堅 - 艾爾斯伯里 - 坎本 - 劍橋 - 亨廷登 - 聖艾夫斯 - 聖尼茨 | - 布拉克利 - 科比 - 達文特里 - 凱特林 - 諾咸頓 - 魯斯頓 - 威靈堡 - 牛津 - 基德靈頓 - 迪德科特 - 泰晤士河畔亞平敦 - 比斯特 - 班伯里 |